# Sergiusz Wołczaniecki
Sergiusz Wołczaniecki (ur. 9 listopada 1964 w Zaporożu, ZSRR) – polski sztangista, medalista olimpijski.

## Kariera
Treningi rozpoczął w Dynamie Lwów. W 1990 wyszukał go trener polskiej kadry narodowej Ryszard Szewczyk i sprowadził do Polski. W Polsce reprezentował barwy Budowlanych Opole. Dzięki polskim korzeniom (dziadek był Polakiem) w 1992 otrzymał polskie obywatelstwo.
W polskich barwach uczestniczył w igrzyskach olimpijskich w 1992 w Barcelonie, gdzie zdobył brązowy medal w wadze do 90 kg (uzyskał w dwuboju 392,5 kg).
W 1993 podczas mistrzostw Europy wywalczył srebrny medal.
W wyniku badań przeprowadzonych we wrześniu 1993 w organizmie zawodnika stwierdzono niedozwolone środki dopingujące. W związku z tym został ukarany dwuletnią dyskwalifikacją, a zgodnie z przepisami międzynarodowymi, po wykryciu dopingu u łącznie trzech polskich sztangistów w 1993 roku (także u Mariusza Rybki i Sławomira Zawady), cała reprezentacja Polski została wykluczona z udziału w startach w imprezach międzynarodowych na okres jednego roku. Po dyskwalifikacji opuścił Polskę i powrócił na Ukrainę.